# Роздержавлення власності
Роздержавлення — передача майна (засобів виробництва тощо) державного підприємства у володіння, розпорядження та використання трудовому колективу роздержавлюваного підприємства за збереження незалежності цього майна суспільству і державі.
Роздержавлення економіки — позбавлення держави функцій прямого господарського управління, тобто відповідні повноваження передаються підприємствам. Здійснюється через лібералізацію господарської діяльності та приватизацію власності.
Роздержавлення — це процес поступової втрати державою ознак державності.